# Дустлик (стадион, Каттакурган)
Стадион «Дустли́к» (узб. «Doʻstlik» stadioni / «Дўстлик» стадиони) — многоцелевой стадион в городе Каттакурган, в Самаркандском вилояте Узбекистана. Вмещает примерно 5 тысяч зрителей, являясь крупнейшим по вместимости стадионом Каттакургана. Слово Дустли́к с узбекского языка переводится как Дру́жба.
С 2018 года на стадионе проводит свои домашние матчи футбольный клуб «Шердор» из Самарканда, выступающий в Про-лиге Узбекистана. Также на стадионе проводит свои домашние матчи местный каттакурганский клуб «Динамо». Также на стадионе проводят тренировки студенты местного колледжа, проводятся различные спортивные соревнования.
Расположен в западной части города Каттакурган, на улицах Узбекистанская и Шабода, вблизи берега канала Каттакурган. Стадион построен в советские годы, по некоторым данным, в 1990 году. В последующие годы реконструировался.